# Natxitua
Natxitua es una entidad de población española del municipio de Ea, perteneciente a la provincia de Vizcaya, en la comunidad autónoma del País Vasco.

## Toponimia
El lugar puede aparecer referido como «Natxitua» y «Nachitua».

## Historia
Hacia mediados del siglo XIX, el lugar, una anteiglesia que ya por entonces formaba ayuntamiento con Ea, tenía contabilizada una población de 745 habitantes. Aparece descrito en el duodécimo volumen del Diccionario geográfico-estadístico-histórico de España y sus posesiones de Ultramar de Pascual Madoz con las siguientes palabras:

NACHITUA: anteiglesia en la prov. de Vizcaya (á Bilbao 7 leguas), part. jud. de Marquina (5), aud. terr. de Búrgos (34), c. g. de las Provincias Vascongadas (á Vitoria 14), diócesis de Calahorra (32): forma ayuntamiento con su anejo de la puebla de Ea, ocupa el décimosesto asiento y voto en las juntas de Guernica, y contribuye por 76 fogueras. sit. en la costa del Océano cantábrico, disfruta de clima templado y sano; siendo el viento reinante el N., y las enfermedades mas comunes los constipados y afecciones de pecho. Tiene con su aneja unas 200 casas, la de ayunt. con cepo en Ea, escuela de instruccion primaria, que está á cargo del secretario de la corporacion municipal, y percibe por ambos conceptos 100 ducados: hay 2 parr. dedicadas á la Asuncion y San Juan Bautista; la primera, que es la matriz, se halla servida por 2 beneficiados, y la segunda por uno, que pertenece tambien al cabildo de la primera: las ermitas estan bajo la advocacion de Sta. Agueda y la Concepcion; esta última es la aneja. El térm. confina N. el mar Océano; E. Ispaster y Bedarona; S. Ereño, y O. Ibarranguelua. El terreno es arcilloso, con mucha cayueal en algunas partes; le cruza un riach. y brotan en él 2 fuentes. Los caminos son locales y en mal estado. El correo se recibe de Lequeitio. prod.: trigo, maiz, castaña, manzanas y otras frutas; cria ganado vacuno; caza de liebres, perdices y codornices. Sobre pesca é ind. véase el art. Ea: hay ademas otros 2 molinos. pobl.: 157 vec., 745 alm. riqueza imp.: 119,476 rs.
(Madoz, 1849, pp. 8-9)

En 2022, la entidad singular de población tenía empadronados 261 habitantes y el núcleo de población, 112.